# 松藤竹二郎
松藤 竹二郎（まつふじ たけじろう、1949年 - ）は日本の作家・ジャーナリスト。
娘はオペラ歌手の松藤夢路。

## 人物・来歴・エピソード等
熊本県出身。
1973年、慶應義塾大学法学部卒業後、毎日新聞社入社。主に出版局で文化・社会・スポーツなどの分野を担当して、サンデー毎日や毎日グラフなどで活動した。その後事業本部、メディア局勤務を経て出版社毎日ワンズに移り、現在同社代表取締役。
近年は記者時代にヘンリー・キッシンジャー米国務長官やアルベルト・フジモリ大統領らを取材した経験をもとに「戦後史」「地球化時代のリーダー」をテーマに執筆活動を続けている。

## 著作
- 三島由紀夫「残された手帳」毎日ワンズ  2007/7/1  ISBN 978-4-901622-24-0